# Louis-Joseph Vionnet
Pour les articles homonymes, voir Vionnet.
Louis-Joseph Vionnet, né le 16 novembre 1769 à Longevilles-Mont-d'Or dans le Doubs et mort le 28 octobre 1834 à Paris, est un officier de l'Empire.

## Biographie
Louis-Joseph Vionnet naît le 16 novembre 1769 à Longevilles dans le Doubs. Il est le fils d'un cordonnier et d'une dentellière.
Il est ouvrier mineur, dans une mine de fer locale. Il est recteur de l'école de Métabief.
Il entre au service en 1789, s'enrôle en tant qu'aspirant d'artillerie. Sous-lieutenant en 1792, il participe à toutes les campagnes de la Première République puis du Premier Empire. 
Le 23 mai 1810, il est chevalier de Maringoné. Colonel en 1813 puis en 1814 maréchal de camp, il est fait baron de Maringoné la même année.
Il refuse de servir Bonaparte en 1815.
Après l'abdication de Napoléon Ier, il se rallie à Louis XVIII, qui le remerciera en le nommant maréchal de camp et vicomte de Maringoné.
Il est mis en non-activité à la fin de 1817.
Ancien général, il écrit ses mémoires dans son château près de Gap.
Il meurt le 28 octobre 1834 à Paris.

## Publications
- Campagnes de Russie & de Saxe (1812-1813), 1899 (lire en ligne) (posthume)
- (en) With Napoleon's Guard in Russia, Casemate Publishers (en), 2012, 209 p. (lire en ligne) (posthume)